# オオニシカナコ
オオニシ カナコは日本の染色家。
絞り染めの作品制作を行う。

## 経歴
大阪府出身。
京都芸術大学染織テキスタイルコース卒業。大学1年生のときに授業で絞り染めに出会った。
大学在学中に絞り染めブランド「はなもとめ」を設立。手拭いを中心に販売していた。
京都府東山区の三年坂を中心に「ひさご舎」と名付けた京都の良さを知らせるプロジェクトを学生時代から継続。ハンドマップの制作や芸術祭などを担当。また大阪府では、幼稚園で育てられた藍を使用した藍染めのワークショップの開催、学校での絞り染め体験などを行う。
町おこしなどに染色を繋げている。「かめおか霧の芸術祭」にも携わっている。